# Johannes Friedrich Wernher
Johannes Friedrich Wernher (auch: Werner; * 1698 in Neukirchen; † 22. Mai 1735 in Wittenberg) war ein deutscher Rechtswissenschaftler.

## Leben
Als Sohn des Pfarrers in Neukirchen und späteren Konrektors des Gymnasiums in Öttingen Johann Christoph Wernher geboren, genoss er seine erste Ausbildung im Umfeld seines Vaters. Seinem Vater nacheifernd begab er sich 1717 an die Universität Wittenberg, wo er ein Studium der Theologie absolvieren wollte. Dort fand er im Haus seines Vetters Johannes Balthasar Wernher Aufnahme. Dieser war es auch, der Johann Friedrich darin bestärkte, sich einem juristischen Studium zu widmen. Schließlich wurde er Advokat in Wittenberg, hielt an der Hochschule 1723 Vorlesungen, erwarb sich am 14. April 1724 das Lizentiat und wurde am 21. April des gleichen Jahres zum Doktor beider Rechte promoviert.
Er wurde daraufhin außerordentlicher Professor der Rechte, damit verbunden Advokat am Hofgericht und am Wittenberger Konsistorium. Schließlich stieg er zum ordentlichen Professor der Pandekten auf, wurde damit Assessor am Hofgericht, am Schöppenstuhl und am 27. Mai 1732 in der juristischen Fakultät. 1735 wurde er zum Rektor der Hochschule gewählt, verstarb jedoch als achte Person insgesamt in diesem Amt. Er wurde in der Schlosskirche Wittenberg begraben.

## Werkauswahl
- Disquisitionum juridicarum in variis disput. Programmat. & C. propositarum, Collectiones II. Wittenberg 1730
- Dissertatio Jvridica De Acceptatione In Donationibvs Necessari. (Resp. Michael Gottfried Wernher) Gerdes, Wittenberg 1724. (Digitalisat)
- Decas Desideriorum Juridicorum. (Resp. Dominicus Gottlob Vetter) Gerdes, Wittenberg 1731. (Digitalisat)
- De Charactere Indelebili Et Doctrina, De Efficaci Hominis Impii Ministerio, Perperam Ex Illo Dedvcta. (Resp. Georg Adam Struve) Gerdes, Wittenberg 1724. (Digitalisat)
- Dissertatio de iure taxationum. (Resp. Johann Gottfried Schwenke) Eichsfeld, Wittenberg 1731.
- Dissertatio jvridica de temperamentis jureconsultorum. (Resp. Johann Friedrich Meinhard) Schlomach, Wittenberg 1733. (Digitalisat)
- Dissertatio Inauguralis Juridica De Reassumtione Litis. (Resp. Johannes Christian Klingenstein) Koberstein, Wittenberg 1732. (Digitalisat)
- Dissertatio iuridica de iure simultaneae investiturae non alienabili. (Resp. Carl Gottfried Engelschall) Gerdes, Wittenberg 1728.
- Dissertatio Iuris Feudalis De Simultanee Investitorum In Feudum Successione. (Resp. Samuel Traugott Mieth) Schlomach, Wittenberg 1733. (Digitalisat)
- Dissertatio inauguralis De finibus per virgulam mercurialem non investigandis. (Resp. Friderich Florens Rivinus) Gerdes, Wittenberg 1734. (Digitalisat)